# Horloge astronomique de Sion
L'horloge astronomique de Sion est une horloge astronomique installée à Sion en Suisse. Elle est basée sur un mécanisme fabriqué par Louis Delphin Odobey cadet de Morez.

## Description

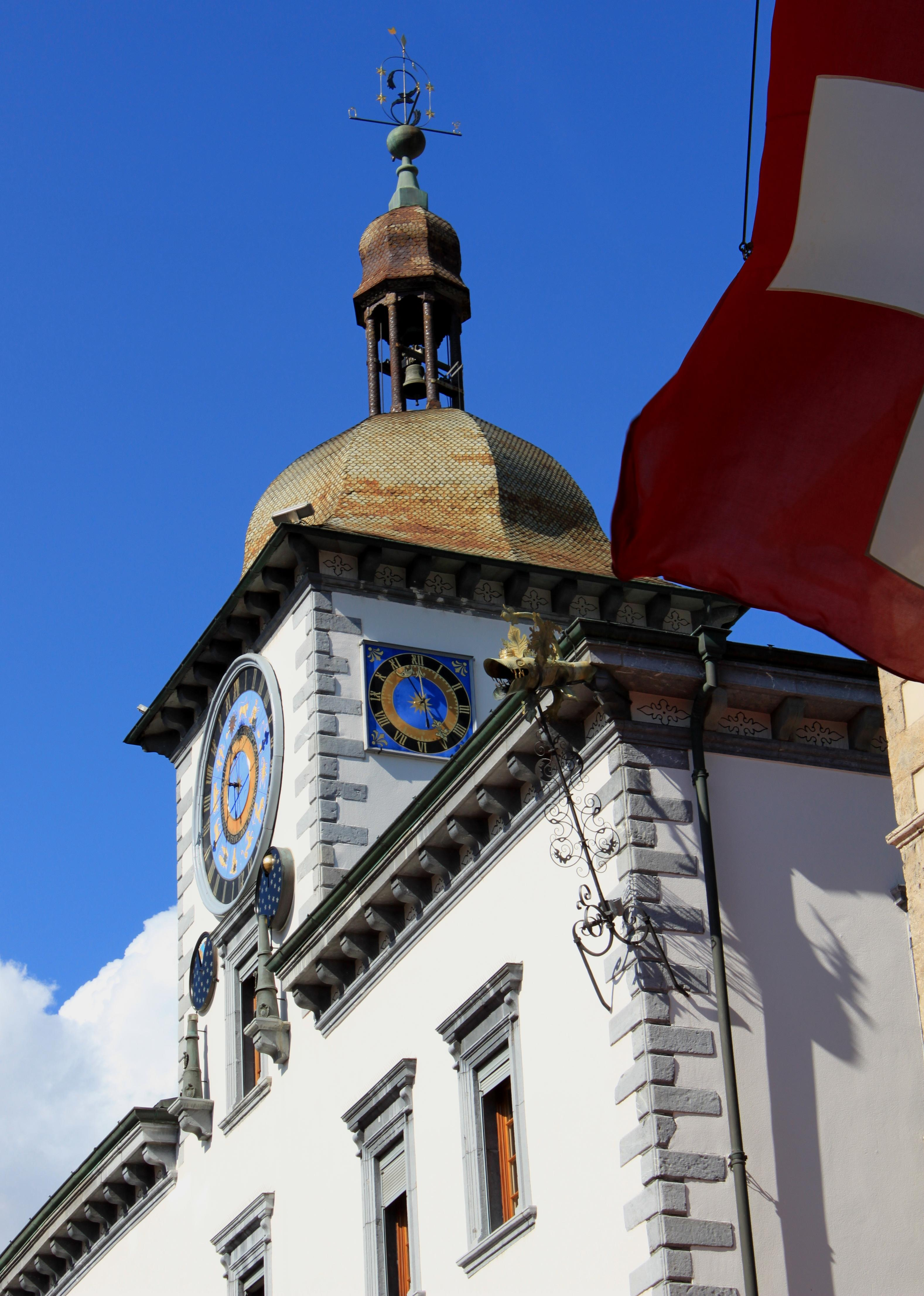
Vue de côté du beffroi, permettant d'observer l'un des deux cadrans latéraux de l'horloge.

L'horloge est située sur le beffroi de l'hôtel de ville de Sion, dans le canton du Valais.
Elle comporte cinq cadrans : trois sur la façade principale et deux sur les faces latérales.
Les deux cadrans latéraux sont des cadrans d'horloge standards, comportant deux couronnes concentriques : la plus externe, noire, portant les heures en chiffres romains, la plus interne, rouge, indiquant les minutes. L'heure est affichée à l'aide de deux aiguilles : l'aiguille des heures est terminée par une fleur de lys et possède une lune stylisée à son autre extrémité. L'aiguille des minutes est terminée par une flèche.
Les cadrans de la façade principale portent les indications astronomiques à proprement parler. Le grand cadran central comprend plusieurs couronnes concentriques ; du centre vers l'extérieur :
- une couronne rouge graduée suivant les minutes ;
- une couronne noire portant les mois ;
- une couronne bleue indiquant les signes du zodiaque ;
- une couronne noire portant les 24 heures, numérotée en chiffres romains avec XII (midi) en haut, puis I à XII (minuit), ce dernier chiffre étant en bas, puis à nouveau I à XI.

Trois aiguilles permettent de lire le cadran :
- une petite aiguille terminée par une flèche indique les minutes courantes et effectue un tour complet en une heure ;
- une deuxième aiguille portant un soleil affiche la position de celui-ci sur le zodiaque ainsi que le mois de l'année, et effectue un tour complet en une année ;
- une grande aiguille terminée par deux fleurs de lys indique l'heure ; elle tourne en 24 heures.

Le petit cadran de gauche indique le jour de la semaine, affiché dans une fenêtre triangulaire.
Le petit cadran de droite indique la phase de la Lune à l'aide d'une boule dont l'un des hémisphères est peint en noir et l'autre en doré, et qui effectue une rotation en un mois lunaire.

## Historique
L'hôtel de ville de Sion reçoit sa première horloge entre 1667 et 1668,. Son mécanisme est imprécis et encombrant : il est finalement démonté, installé à l'ancien hôpital de la ville et vendu au bout du compte à la ferraille.
En 1902, le mécanisme actuel est installé ; les cadrans d'origine et la minuterie sont conservés. En 1924, le mécanisme n'alimente plus les aiguilles, mais continue à faire sonner les cloches. En 1950, l'horloge est rénovée.